# Ci parliamo da grandi
Ci parliamo da grandi è un brano musicale cantato da Eros Ramazzotti, pubblicato il 21 marzo 2008 come terzo singolo tratto dall'album e² del 2007.
Il testo è stato scritto dallo stesso Ramazzotti con Niccolò Agliardi, mentre la musica è stata composta da Mika (con lo pseudonimo di Alice) e Guy Chambers, produttore ed autore di Robbie Williams. La canzone è stata registrata nello studio di Chambers, a Londra.
Il brano è stato utilizzato per la colonna sonora del film di Luca Lucini Amore, bugie e calcetto uscito nelle sale il 4 aprile. Nel videoclip compare uno degli interpreti del film, Filippo Nigro.

## Tracce
1. Ci parliamo da grandi
2. Terra promessa Junior Vasquez Remiz
3. Ci parliamo da grandi suoneria

## Classifiche
| Classifica (2008) | Posizione massima |
| ----------------- | ----------------- |
| Italia            | 21                |